# Battaglia di Cadore
La battaglia di Cadore altrimenti chiamata battaglia di Tai di Cadore o battaglia di Rio Secco o Rusecco, fu un fatto d'armi avvenuto nei pressi di Pieve di Cadore, che contrappose le armate veneziane comandate da Bartolomeo d'Alviano a quelle imperiali del capitano Sixt von Trautson. La battaglia, che terminò con una clamorosa vittoria veneziana, arrestò l'invasione tedesca nel Cadore, permettendo ai veneziani la riconquista di tutte le piazzeforti perdute che culminerà con l'assedio di Trieste e la marcia sull'Istria.

## Antefatti

### L'incoronazione di Massimiliano I e la Dieta di Costanza
Nel 1507 Luigi XII aveva trionfalmente conquistato Genova e di fatto dominava buona parte dell'Italia settentrionale avendo già riconquistato il Ducato di Milano nel 1500. Una tal preponderanza in terre tanto vicine ai propri confini preoccupava il Re dei Romani Massimiliano I d'Asburgo, già turbato che le tante manovre del francese mirassero ad aggiudicare lo scranno pontificio a Georges I d'Amboise, arcivescovo di Rouen, il quale avrebbe provveduto ad interceder affinché Luigi XII fosse eletto Imperatore. Preso da questi timori e ansioso di ribadir qual era il ruolo dell'Impero, Massimiliano I indisse la Dieta a Costanza e davanti ai principi e agli elettori espose le sue preoccupazioni riguardo alla preponderanza francese in Italia e alle ricadute che una tale situazione poteva avere nelle questioni della Germania.
"Già vedete che il re di Francia, il quale non ardiva prima, se non con grandi occasioni e con apparenti colori, tentare le cose appartenenti al Sacro Imperio, ora apertamente si prepara non per difendere, come altre volte ha fatto, i ribelli nostri, non per occupare in qualche luogo le ragioni dello imperio, ma per spogliare la Germania della degnità imperiale..."
Il Re dei Romani riuscì a convincere i principi a stipendiargli l'invasione, non volendo questi che per loro negligenza la corona imperiale avesse da passar sotto i gigli francesi.
Massimiliano I si propose come difensore della Chiesa, dichiarò Luigi XII nemico delle cristianità e annunciò prossima la venuta a Roma per farsi incoronare Imperatore e garantire la libertà della città santa. Luigi XII non perse tempo a dichiararsi estraneo ad ogni mira sull'Impero o su San Pietro, anzi si trattenne a Genova senza esercito, dimostrando così le pacifiche intenzioni, tuttavia la dieta accordò comunque a Massimiliano I ottomila cavalieri e ventiduemila fanti per sei mesi, credendo la vittoria rapida il Re dei romani non volle altri principi a comandar l'esercito.

### Avvisaglie
Tra il 9 e il 10 gennaio vi furono i primi movimenti delle armate imperiali ai confini del Cadore e verso il Friuli per cui Bartolomeo d'Alviano effettuò sopralluoghi al castello di Botestagno e a Chiusaforte, fece munire le fortezze, ordinò si scavasse un fossato a Primolano e si costruissero bastioni a Celazzo e Laurone.
Il 24 gennaio 1508 un messo imperiale raggiunse Verona chiedendo al podestà Alvise Malipiero di preparare alloggiamenti per 8 500 cavalli dal momento che re Massimiliano intendeva sostarvi per tre giorni prima di proseguire verso Roma. Il podestà prese tempo, inviò la richiesta dell'Asburgo a Venezia. Il Consiglio dei Dieci mandò a rispondere che la Serenissima gli avrebbe accordato il passaggio purché il re avesse intenzione di attraversare il suo territorio "pacifice et quiete". I veneziani avevano molte ragioni per considerare la richiesta di Massimiliano nient'altro che un pretesto per l'invasione. Decisero pertanto di rafforzare la guarnigione di Rovereto e di far evacuare la cittadina da donne e bambini, a Brentonico fu dislocato un presidio di 500 fanti al comando di Dionigi Naldi, infine fu inviata un'ambasciata a Carlo II d'Amboise, Gran maestro di Francia e governatore di Milano, perché inviasse rinforzi. Nei giorni successivi l'intento ostile degli imperiali divenne evidente dal momento che sempre più uomini si radunarono attorno a Trento ed iniziarono a saccheggiare la Val Lagarina e l'altopiano dei Sette Comuni.

## Operazioni Militari

### Invasione del Cadore
Il 4 febbraio Pietro Gixi, capitano del Cadore, fu informato dell'arrivo attorno a Brunico di circa 300 cavalieri tedeschi e centinaia di fanti che tuttavia non attaccarono immediatamente i veneziani poiché i passi montani erano ostruiti dalla grande quantità di neve caduta. Nella notte tra il 20 e il 21 febbraio la fanteria tedesca invase e saccheggiò Ampezzo assediando il castello di Botestagno e il giorno dopo 4 000 fanti tedeschi dotati di grappelle scesero dal Passo Tre Croci e corsero rapidamente tutto il Cadore, lungo la strada Regia di Alemagna, compreso il castello di Pieve di Cadore difeso da Pietro Gixi, che si arrese il 24. Il giorno successivo rimasero solo i 60 fanti di Bortolo Malfato ad opporsi presso la Chiusa di Venas ma furono anch'essi costretti ai ritirarsi prima a Pieve e dopo un secondo scontro durato quattro ore in cui rischiarono l'accerchiamento, al castello di Gardona. I veneziani ordinarono subito a Bartolomeo d'Alviano, in marcia per il Friuli, di portarsi a Bassano del Grappa insieme a Giorgio Corner e di apprestare un piano per riprendere il controllo della regione. Andrea Loredan, luogotenente di Udine, inviò Girolamo Savorgnan, Francesco Sbrogliavacca, Francesco Beraldo ed Antonio Pio in Carnia con 4 000 fanti per provare a rompere l'assedio dal castello di Botestagno. Il castello resistette all'artiglieria imperiale, comandata personalmente da Massimiliano e non si arrese il vecchio comandante Zuan Michel dimostròcoraggio ed intraprendenza, l'assedio fu tolto dopo la sconfitta di Ru Secco.

### Marcia verso Pieve
Il 27 febbraio l'Alviano raggiunse Belluno dove si consultò con il Corner ed insieme decisero di recuperare il Cadore. L'invasione di quella provincia rappresentava infatti una grande minaccia per la Serenissima poiché se i tedeschi avessero attaccato in Friuli, i veneziani sarebbero stati costretti a spostare una parte delle truppe di stanza nel vicentino e nel trevigiano, indebolendo ulteriormente le difese e rischiando la perdita del bellunese e del feltrino ed eventualmente l'invasione della pianura trevigiana che avrebbe comportato l'accerchiamento del Friuli. Da Belluno l'Alviano si mise in marcia con un esercito di circa 3 000 uomini verso il castello della Gardona e il giorno successivo raggiunse il crocevia di Muda. Vi erano due strade per poter raggiungere Pieve di Cadore. La prima, più breve ed agevole, proseguiva lungo la Valle del Piave costeggiando il fiume sino a Perarolo dove un ponte permetteva di attraversare la confluenza del Boite. A quel punto si poteva scegliere se percorrere il sentiero che conduceva direttamente a Pieve, meno ripido ma stretto ed esposto all'avvisamento e alle imboscate nemiche o quello che conduceva a Valle, più ripido ma meno esposto. La seconda opzione era quella di deviare alla Muda attraversando la Val di Zoldo per poi scendere nel Cadore; questa strada era ardua perché lunga, ripida e conduceva ad alta quota, dove la neve era ancora più abbondante, tuttavia permetteva di sottrarsi agli occhi del nemico. L'Alviano scelse quest'ultima e inviò messi al Savorgnan informandolo dei dettagli dell'offensiva che sarebbe stata avviata la mattina del 2 marzo. Le sue truppe, una volta raggiunto Forno di Zoldo avrebbero marciato lungo il Passo Cibiana scendendo a Venas per poi portarsi verso Pieve, al contempo gli uomini del Savorgnan sarebbero passati da Forni di Sopra al Passo della Mauria per poi scendere a Lorenzago, catturare Treponti e risalire la Val d'Ansiei sino al Passo Tre Croci e al Passo di Misurina. Una volta assicuratasi la Val d'Ansiei, gli uomini del Savorgnan sarebbero scesi a Domegge assediando Pieve da est. In questo modo i veneziani avrebbero tagliato ogni via di rifornimento e di fuga ai tedeschi, costringendoli a dar battaglia oppure a morire di fame. Lo stesso giorno parte dei tedeschi risalì verso Domegge ma fu intercettata dagli stradiotti del Beraldo e costretta a ripiegare a Pieve dove si fortificò con palizzate e ripari in legno.

### Battaglia del Rio Secco
Il 29 febbraio l'Alviano raggiunse la Val di Zoldo con l'esercito stremato dalla lunga marcia e fu accolto da una tormenta che gli impedì di procedere pertanto fece sgombrare i passi dalla neve per quanto possibile. Lo stesso giorno la condotta dei Malatesta si unì al resto dell'esercito. Il 1 marzo l'esercito si rimise in marcia e dopo aver valicato il Passo Cibiana e superato il Boite sul finir del giorno giunse a Venas, a tre miglia da Pieve, dove lasciò un presidio per sbarrare la fuga ai nemici. Per disciplinare i soldati d'Alviano ordinò ai comandanti di farli restare vicino alla loro bandiera, vietò a chiunque di arretrare pena l'essere trattato alla stregua di un nemico e promise ricompense a coloro che avessero ucciso i disertori. Proibì di far prigionieri e bottino prima della fine della battaglia, minacciando di impiccare chiunque disobbedisse. Promise infine agli stradiotti un ducato per ogni testa nemica e una provvigione a vita in caso di vittoria nonché il risarcimento integrale del cavallo a coloro che l'avessero perso nello scontro. Il comando della fanteria venne quindi affidato a Pietro dal Monte, quello della cavalleria a Giacomo Secco, i balestrieri a Franco dal Borgo e gli stradiotti a Repossi Busicchio. 
L'avanguardia era costituita da 400 fanti guidati da Pietro del Monte, 200-300 fanti di Rinieri della Sassetta e 54 fanti di Bortolo Malfato e si schierò nella piana tra l'abitato di Nogaré e le pendici del Monte Zucco. L'ala destra da 400 fanti di Carlino Naldi, 200 fanti di Babone Naldi e la condotta di Giovan Francesco Gambara. L'ala sinistra dai 600 fanti della condotta di Lattanzio da Bergamo. In un battaglione posto alla sinistra della fanteria vi erano i circa 100 cavalieri pesanti e 300 cavalleggeri di Giacomo Secco. I circa 70-100 balestrieri a cavallo al comando di Franco dal Borgo avrebbero dovuto colpire il lato destro della fanteria nemica, quelli dell'Alviano, guidati da Pietro Querini e quelli del Malatesta ne avrebbero invece colpito il sinistro. Davanti all'ala destra nemica furono schierati i 100 fanti stradiotti guidati da Repossi Busicchio, al suo fianco gli uomini del conte Ruggero Zofa e dietro di essa i 200 balestrieri a cavallo stradiotti di Teodoro Manes e Costantino Paleologo. L'artiglieria sarebbe stata schierata alla destra dell'esercito veneziano. Rimanevano circa 1 400 uomini di riserva costituiti dalle lance spezzate dell'Alviano e di Pandolfo IV Malatesta.
Da Venas i veneziani proseguirono verso Valle che raggiunsero verso le dieci del 2 marzo. D'Alviano inviò in avanscoperta un gruppo di stradiotti che però, violando le raccomandazioni del generale, diede fuoco ad alcune case dal tetto di paglia di Tai dentro le quali vi erano alloggiati alcuni fanti tedeschi. Fu la scintilla che forzò il generale veneziano ad iniziare lo scontro. La battaglia durò meno di un'ora. Si svolse presso le rive innevate del Rio Secco. I fanti tedeschi, circa quattromila, sapendo di rischiare l'accerchiamento, si schierarono in un quadrato con le salmerie e le vivandiere nel mezzo poi marciarono rapidamente contro i veneziani col proposito di sfondarne le file e aprirsi una via di fuga. Alviano, in groppa ad un ronzino al centro dello schieramento veneziano, ordinò alle ali, costituite da balestrieri, cavalleggeri e stradiotti, di attaccare i fianchi del nemico per disturbarlo e rallentarlo mentre riorganizzava l'esercito, parte della cavalleria infatti non era ancora arrivata sul campo. Rinieri della Sassetta insieme ad una dozzina di cavalleggeri del Cardillo, agli stradiotti del Busicchio e ai balestrieri di Franco dal Borgo, attaccò su tre lati l'artiglieria nemica riuscendo a catturarla. A destra, i fanti dei Naldi e del Gambara, coperti dai balestrieri del Querini e dall'artiglieria, tennero impegnato il fianco sinistro dei tedeschi. Durante gli scontri il comandante Sisto von Trautson ingaggiò un duello con Rinieri della Sassetta, che portava il vessillo della Serenissima, riuscendo a ferirlo con un colpo di picca al volto. Rinieri rispose ferendolo mortalmente al collo con una picca e sbalzandolo dalla sella. La morte del capitano fece perdere slancio all'avanzata dei fanti tedeschi. A quel punto d'Alviano contrattaccò con la fanteria così disposta: al centro i fanti del generale stesso insieme a quelli di Carlo Malatesta e Pietro dal Monte, a destra Babone e Carlino Naldi, alla sinistra invece vi era la condotta di Lattanzio da Bergamo. La fanteria veneziana era seguita dalla cavalleria pesante e dai cavalleggeri di Pandolfo Malatesta e di Giacomo Secco. I veneziani riuscirono a sfondare il quadrato tedesco i cui fanti finirono in gran parte uccisi presso le rive del Rio Secco malgrado implorassero pietà.. Due ore dopo la fine della battaglia giunsero a Pieve gli uomini del Savorgnano che erano riusciti ad assicurarsi Treponti, la Val d'Ansiei e i passi.
I veneziani persero solamente 4 uomini d'arme, 16 cavalli oltre ad un certo numero di fanti. I tedeschi persero 1 688 uomini e altri 500 si arresero alla fine della battaglia e furono risparmiati ed in seguito rilasciati sotto il pagamento di un riscatto; i veneziani catturarono anche otto pezzi d'artiglieria nemici. I fuggitivi cercarono di ricongiungersi con il grosso dell'esercito imperiale disperdendosi e attraversando i passi montani, un centinaio di loro furono uccisi dagli stradiotti in Val di Zoldo, altri annegarono nel Piave, altri ancora morirono assiderati.

### Assalto al Castello di Pieve
Gli unici a non essersi ancora arresi erano i circa 70 tedeschi che presidiavano il castello di Pieve, arroccato su un rilievo roccioso. La mattina del 3 marzo d'Alviano fece condurre quattro falconetti sulla cima di un colle posto davanti alla fortezza e iniziò a tirare senza però causare danni significativi dato il piccolo calibro dei cannoni. Reputando che non sarebbero stati sufficienti per abbattere la fortezza mandò a chiedere pezzi di maggior calibro a Venezia e nel frattempo cercò di indurli alla resa promettendo che in cambio gli sarebbe stata risparmiata la vita. Quelli dissero di voler cedere il castello entro tre giorni, forse sperando in un improbabile soccorso da parte dei compagni. Verso le ore 13 del 4 marzo i veneziani, stanchi di attendere e a corto di viveri, decisero di assaltare il castello da due lati: il fronte, difeso da due rivellini, sarebbe stato assaltato dall'Alviano e da Pietro dal Monte, il retro da Pandolfo e Carlo Malatesta, Lattanzio da Bergamo, Giovanni Battista Mio, Piero Querini, Piero Corso e il Cardillo. Fece poi appostare un gruppo di schioppettieri su un poggio con il compito di coprire l'avanzata della fanteria bersagliando i nemici che fossero usciti dai ripari sulle mura. I tedeschi si difesero coraggiosamente causando alcune perdite negli assalitori, tra cui quella di Carlo IV Malatesta, colpito da una sassata che gli fracassò l'elmo. Alcuni fanti veneziani tra i quali Cola Moro, Girolamo Granchio, Turchetto da Lodi, Alfonso da Siena e Morgante Pagano riuscirono comunque a scalare le mura di uno dei rivellini e ad ucciderne le guardie per poi calare il ponte levatoio. A quel punto entrarono l'Alviano affiancato da dieci cavalieri e dai fanti di Pietro dal Monte e Lattanzio da Bergamo. Il portone del secondo rivellino, rinforzato dai nemici con travi e terra, fu rotto a colpi d'accetta e di piccone e tra i primi ad entrarvi vi furono Costantino Paleologo e Sertorio da Collalto. Si passò allora a fendere e bruciare la porta del torrione mentre i tedeschi all'interno continuavano a gettare sassi dalle caditoie. Quando fu forzata la porta i tedeschi, non potendosi più difendere, si arresero. L'assalto era durato tre ore e la guarnigione del castello vi aveva perso 34 uomini e molti dei sopravvissuti erano feriti. I superstiti furono spogliati dei loro averi e poi rilasciati. Nel castello i vincitori trovarono denaro per circa 1 500 ducati che vennero distribuiti ai soldati per ordine della Serenissima nonché molti dei beni trafugati dalle case del Cadore e della Valle d'Ampezzo.

## Conseguenze

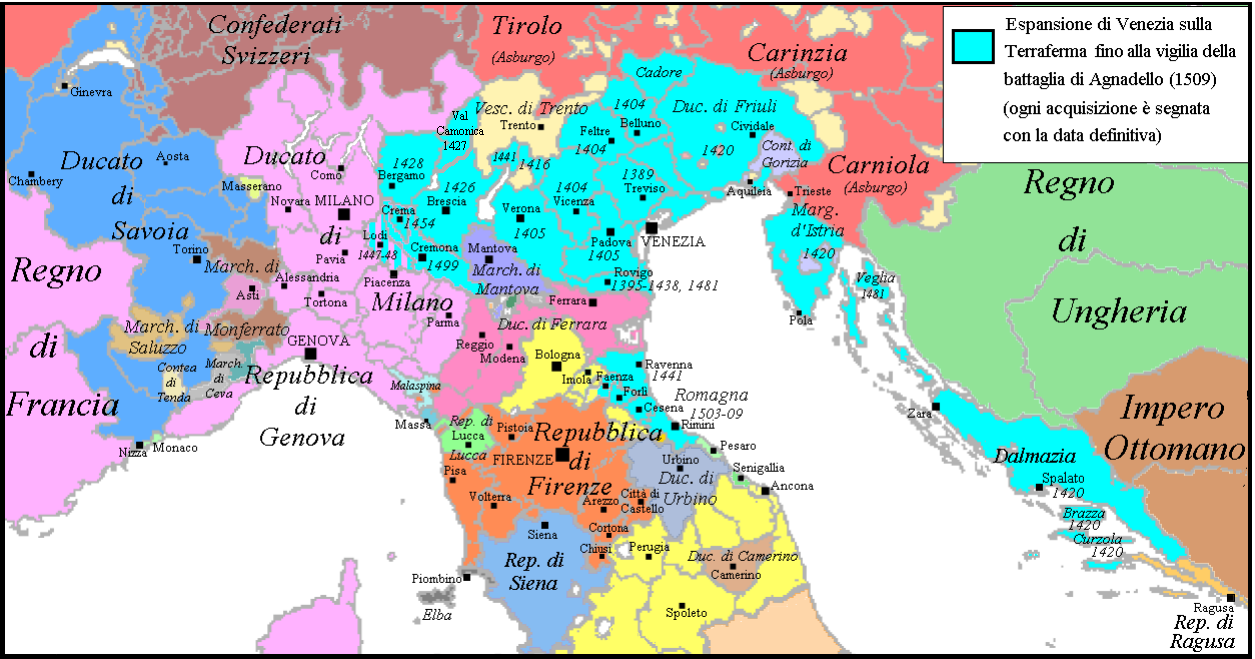
Massima espansione della Repubblica Veneta prima della battaglia di Agnadello del 1509

La vittoria veneziana assicurò grande fama, onore e denaro a Bartolomeo d'Alviano. Il 4 marzo il condottiero fu infatti nominato capitano generale della fanteria e della cavalleria veneziana, il suo stipendio salì da 15 000 a 30 000 ducati all'anno cui si aggiunse un privilegio di 1 000 ducati e la possibilità di tenere i cannoni catturati. Data la morte di Filippo Albanese a Ravenna, i 400 cavalleggeri della sua compagnia furono aggregati a quella dell'Alviano che si trovò quindi una condotta di 1 000 cavalleggeri. Nei mesi successivi il condottiero conquistò Pordenone, Gorizia, Trieste, Pisino, Fiume e Postumia e gli fu poi concessa la signoria di Pordenone e l'ammissione al Maggior Consiglio.
Il 5 marzo l'Alviano lasciò il Cadore alla testa di 5 000 uomini. Il 6 marzo il provveditore Giorgio Corner nominò Giovanni Foscarini provveditore temporaneo del Cadore, i condottieri Piero Corso e Girolamo Granchio quali nuovi castellani di Pieve e vi lasciò quale guarnigione le condotte di Bortolo Malfato e Girolamo Barisello; collocò inoltre presidi presso la Chiusa di Venas e i Tre Ponti dopodiché abbandonò la valle alla testa di 600 cavalleggeri diretto in Friuli, dove si stavano radunando i soldati imperiali in vista di una nuova offensiva. Si ritirarono anche i 4 000 uomini giunti dalla Carnia con il Savorgnan. Dopo l'assedio i soldati veneziani furono costretti a cibarsi per qualche giorno di solo pane, vino e mele poiché non era rimasto più nulla nella valle. L'8 marzo tuttavia catturarono un convoglio di quattro carri pieni di pane e frumento trainati da venti cavalli e protetti da alcuni soldati tedeschi che non avevano ricevuto la notizia della disfatta del Rio Secco e stavano cercando di raggiungere i compagni a Pieve.
Massimiliano I dovette rinunciare ad ogni pretesa non solo sulle terre perdute ma perfino sulle pretese d'incoronazione a Roma.
Venezia, già divenuta il più potente tra gli stati italiani in seguito alla ripartizione del ducato di Romagna, estese ancor di più i suoi confini raggiungendo la massima espansione terrestre e provocando la scontentezza di tanti, primo fra tutti papa Giulio II che il 10 dicembre del 1508 coalizzò Francia, Sacro Romano Impero, Spagna, Ferrara, Mantova e il Ducato di Savoia nella Lega di Cambrai in funzione antiveneziana; nella primavera del 1509, la battaglia di Agnadello segnò la battuta d'arresto definitiva al predominio veneziano in Italia settentrionale a vantaggio del Regno di Francia.